# Gambit królowej (powieść)
Gambit królowej (ang. The Queen’s Gambit) – powieść z 1983 r. autorstwa Waltera Tevisa, bildungsroman opowiadający o drodze życiowej cudownego dziecka – mistrzyni szachów. Polskie tłumaczenie Hanny Pustuły-Lewickiej wydało w 2020 Wydawnictwo Czarne.
Autor przy pisaniu powieści współpracował z mistrzem krajowym Bruce’em Pandolfinim. Polska tłumaczka korzystała z konsultacji dwóch arcymistrzów, Jacka Gdańskiego i Bartłomieja Heberli.

## Fabuła
Ośmioletnia Beth Harmon zostaje sierotą, gdy jej matka ginie w wypadku samochodowym. Dziewczynka trafia do sierocińca, gdzie dzieci dyscyplinuje się środkami uspokajającymi. Jedyną przyjemnością w życiu Beth stają się szachy, których uczy się od woźnego, pana Shaibela. Wsparciem służy jej przyjaciółka z sierocińca, czarnoskóra Jolene. Dziewczynka szybko przerasta poziomem swego mentora, ogrywa nawet w symultanie znacznie starszych od siebie uczniów liceum. Po kilku latach Beth zostaje adoptowana przez rodzinę w średnim wieku. Wkrótce porzucona przez męża pani Wheatley zostaje sama z dziewczynką i zaczyna mieć problemy finansowe. Beth w sklepiku kradnie magazyn szachowy, skąd dowiaduje o lokalnym turnieju szachowym, w którym nagrodą jest 100 dolarów. Beth wygrywa turniej, pokonując mistrza stanu Kentucky. Pani Wheatley, dla której jest to rozwiązanie problemów, zaczyna zabierać Beth na kolejne turnieje, gdzie mała mistrzyni zdobywa coraz większe nagrody. Wkrótce Beth Harmon zostaje okrzyknięta cudownym dzieckiem szachów, zostaje w końcu współmistrzem USA. W grze w dalszym ciągu pomagają jej leki uspokajające, a teraz także alkohol. W wieku 18 lat w Meksyku uczestniczy po raz pierwszy w rozgrywkach międzynarodowych. Zostaje tam pokonana przez mistrza świata, Rosjanina Wasilija Borgowa, który wywiera na niej wielkie wrażenie. Podczas pobytu w Meksyku pani Wheatley umiera, zostawiając Beth dom. Dziewczyna rozwija się szachowo i odnosi coraz większe sukcesy. W osiągnięciu coraz wyższego poziomu pomagają jej dotychczasowi rywale, Harry Beltik i Benny Watts. Jako mistrzyni USA bierze udział w największych imprezach międzynarodowych. Na turnieju w Paryżu po raz kolejny przegrywa z Borgowem, po czym wraca do Kentucky, gdzie popada w uzależnienie alkoholowe i nie jest w stanie wygrać ze słabszymi od siebie. W końcu zwraca się o pomoc do swojej dawnej przyjaciółki z sierocińca, Jolene, która wyciąga ją z nałogu. Beth wyjeżdża na prestiżowy turniej do Moskwy, gdzie w końcu pokonuje swego najgroźniejszego przeciwnika, arcymistrza  Borgowa.

## Tytuł
Oryginalny tytuł książki i serialu nawiązuje wprost do jednego z otwarć szachowych, Queen’s Gambit, zwanego w Polsce gambitem hetmańskim, bowiem oficjalna nazwa figury od której pochodzi ta nazwa to hetman ("królowa" jest określeniem potocznym).
Sam termin gambit oznacza zaś otwarcie szachowe, w którym gracz poświęca jedną lub kilka bierek, w zamian za uzyskanie lepszej pozycji.

## Ekranizacja
W 2020 powieść została zekranizowana przez platformę Netflix jako siedmioodcinkowy miniserial pod tym samym tytułem, z Anyą Taylor-Joy w roli głównej.